# Sclerotheca magdalenae
Sclerotheca magdalenae är en klockväxtart som beskrevs av Jacques Florence. Sclerotheca magdalenae ingår i släktet Sclerotheca och familjen klockväxter. Inga underarter finns listade i Catalogue of Life.